# クリプトクリアランス
クリプトクリアランス(Cryptoclearance)とは、アメリカ合衆国の競走馬、種牡馬。主な勝ち鞍に1989年のドンハンデキャップ、ワイドナーハンデキャップ（G1）、1987年のフロリダダービー、ペガサスハンデキャップなど。

## 経歴
- 特記事項なき場合、本節の出典はEQIBASE[1]

1986年8月2日、サラトガ競馬場でのメイドン競走でデビューし4着、2戦目で初勝利を記録する。その後3戦してアローワンス競走で1勝を挙げ、2歳時は5戦して2勝を記録した。3歳となり、年明け初戦から1着、2着としたあとG2競走エヴァグレイズステークスで重賞初勝利。1戦挟んで出走のフロリダダービーでG1競走初勝利を挙げた。アメリカクラシック三冠路線に乗り込み、ケンタッキーダービーとプリークネスステークスはアリシーバの4、3着、ベルモントステークスはベットトワイスの2着に終わる。続く4戦はトラヴァーズステークス2着を最高に勝ち星がなかったが、9月のペガサスハンデキャップでG1競走2勝目を挙げた。残シーズンはG1競走メドウランズカップハンデキャップとブリーダーズカップ・クラシックに使われたが3着、5着という成績に終わった。
4歳となった1988年、初戦のアローワンス競走を勝った後は4戦連続2着を記録するなどしばらくの間勝てず、8月のG2競走ホーソーンゴールドカップハンデキャップで久しぶりの勝利を挙げる。続くG1競走3連戦は未勝利だったが、11月のG2競走パターソンハンデキャップを勝ち、年明けて1989年の初戦ドンハンデキャップも勝って重賞競走連勝。4月にワイドナーハンデキャップを制してG1競走4勝目を挙げ、6月にはホーソーンゴールドカップハンデキャップを連覇した。その後は勝ち星を挙げることなく、11月のブリーダーズカップ・クラシックでサンデーサイレンスの5着となったのが最後の競馬となった。

## 引退後
引退後の1990年からヴィネリースタッドで種牡馬となり、のちにマルゴーファームに移動。40頭を超えるステークスウイナーを送り出したが、2009年9月24日に心臓発作による合併症を起因とする疝痛を起こし、手術後に死亡した。

### 主な産駒
- ヴィクトリーギャロップ (1998年ベルモントステークス、1999年エクリプス賞最優秀古牡馬）[4]
- クリプトクローサー （1997年プリンスオブウェールズステークス、1997年ソヴリン賞最優秀3歳牡馬）[5]
- ヴォルポニ （2002年ブリーダーズカップ・クラシック）[6]
- トレイター（1996年フューチュリティステークス）[7]
- ストラテジックマニューヴァー（1993年メイトロンステークス）[8]
- ミレニアムウインド（2001年ブルーグラスステークス）[9]
- クリプティックラスカル（1998年フォアランナーステークス（G3）など。種牡馬）[10]

## 血統表
| クリプトクリアランスの血統         | クリプトクリアランスの血統              | クリプトクリアランスの血統 | （血統表の出典）           | （血統表の出典） |
| 父系                               | ミスタープロスペクター系                | ミスタープロスペクター系   | ミスタープロスペクター系   | [ § 2 ]          |
| 父 Fappiano 1977 鹿毛 アメリカ     | 父の父Mr. Prospector 1970 鹿毛 アメリカ | Raise a Native             | Native Dancer              | Native Dancer    |
| 父 Fappiano 1977 鹿毛 アメリカ     | 父の父Mr. Prospector 1970 鹿毛 アメリカ | Raise a Native             | Raise You                  |                  |
| 父 Fappiano 1977 鹿毛 アメリカ     | 父の父Mr. Prospector 1970 鹿毛 アメリカ | Gold Digger                | Nashua                     | Nashua           |
| 父 Fappiano 1977 鹿毛 アメリカ     | 父の父Mr. Prospector 1970 鹿毛 アメリカ | Gold Digger                | Sequence                   |                  |
| 父 Fappiano 1977 鹿毛 アメリカ     | 父の母Killaloe 1970 鹿毛 アメリカ       | Dr. Fager                  | Rough'n Tumble             | Rough'n Tumble   |
| 父 Fappiano 1977 鹿毛 アメリカ     | 父の母Killaloe 1970 鹿毛 アメリカ       | Dr. Fager                  | Roused                     |                  |
| 父 Fappiano 1977 鹿毛 アメリカ     | 父の母Killaloe 1970 鹿毛 アメリカ       | Grand Splendor             | Correlation                | Correlation      |
| 父 Fappiano 1977 鹿毛 アメリカ     | 父の母Killaloe 1970 鹿毛 アメリカ       | Grand Splendor             | Cequillo                   |                  |
| 母 Naval Orange 1975 鹿毛 アメリカ | 母の父Hoist The Flag                    | Tom Rolfe                  | Ribot                      | Ribot            |
| 母 Naval Orange 1975 鹿毛 アメリカ | 母の父Hoist The Flag                    | Tom Rolfe                  | Pocahontas II              |                  |
| 母 Naval Orange 1975 鹿毛 アメリカ | 母の父Hoist The Flag                    | Wavy Navy                  | War Admiral                | War Admiral      |
| 母 Naval Orange 1975 鹿毛 アメリカ | 母の父Hoist The Flag                    | Wavy Navy                  | Triomphe                   |                  |
| 母 Naval Orange 1975 鹿毛 アメリカ | 母の母Mock Orange                       | Dedicate                   | Princequillo               | Princequillo     |
| 母 Naval Orange 1975 鹿毛 アメリカ | 母の母Mock Orange                       | Dedicate                   | Dini                       |                  |
| 母 Naval Orange 1975 鹿毛 アメリカ | 母の母Mock Orange                       | Alablue                    | Blue Larkspur              | Blue Larkspur    |
| 母 Naval Orange 1975 鹿毛 アメリカ | 母の母Mock Orange                       | Alablue                    | Double Time                |                  |
| 母系(F-No.)                        | (FN:4-m)                                | (FN:4-m)                   | (FN:4-m)                   | [ § 3 ]          |
| 5代内の近親交配                    | Princequillo 4 × 5 = 9.38%              | Princequillo 4 × 5 = 9.38% | Princequillo 4 × 5 = 9.38% | [ § 4 ]          |
| 出典                               | 1. 2. 3. 4.                             | 1. 2. 3. 4.                | 1. 2. 3. 4.                | 1. 2. 3. 4.      |